# Ярмольський Олексій Іванович
Олексій Іванович Ярмольський (15 червня 1916, Київ, Російська імперія — 28 березня 2003, Київ, Україна) — український радянський кінематографіст, організатор кіновиробництва, директор фільмів. Член Спілки кінематографістів УРСР.
Його найкасовіші фільми: «Їх знали тільки в обличчя», «Повія», «Три доби після безсмертя», «Поштовий роман», «Казка про Хлопчиша-Кибальчиша». Кінокартини «Білі хмари» та «Маленький шкільний оркестр» фактично потрапили до категорії заборонених до показу в СРСР.
Був членом спеціальної комісії з розслідування обставин загибелі Леоніда Бикова 11 квітня 1979 року.

## Біографія

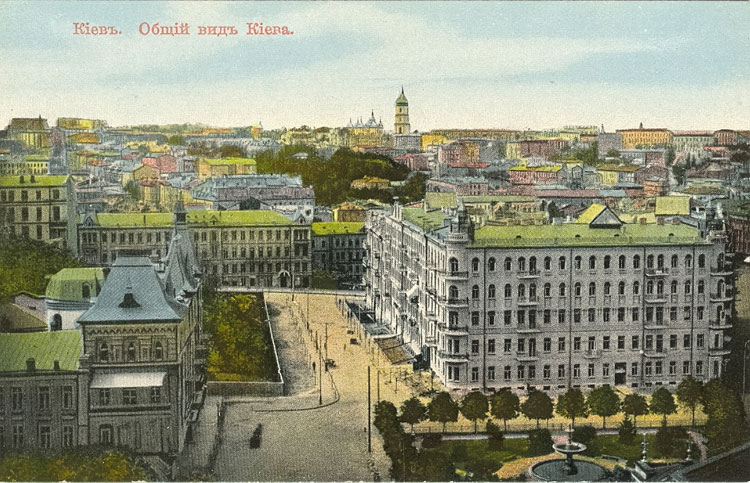
Будинок у Києві на вулиці Новій (на передньому плані праворуч), у якому народився Олексій Ярмольський

Народився 15 червня 1916 року в Києві в будинку на вулиці Новій (нині Богдана Ступки, 3) на території колишньої садиби Мерінга у родині інженера Івана Ярмольського, учасника Першої світової війни.
Дитинство та юність провів на Липках. Його хрестили у церкві Олександра Невського (вулиця Лютеранська, 16). Разом із братом Леонтієм навчався у трудовій школі № 83 (вулиця Лютеранська, 18).
В 1932 дебютував у німому кіно в картині «Разом із батьками» режисера Лазаря Френкеля.
Випускник фізико-математичного факультету Ленінградського педагогічного інституту імені М. М. Покровського (1939). Працював учителем в одній із середніх шкіл Гатчини Ленінградської області.
Учасник Німецько-Радянської війни. На фронт був призваний Московським райвійськкоматом міста Ленінград. Також брав участь в обороні Москви.
Після закінчення війни з 1947 по 1976 рік працював на Київській кіностудії імені Довженка. Обіймав посади адміністратора, заступника директора, директора картин. Керував знімальними групами. Брав участь у створенні близько двох десятків фільмів.
Олексій Ярмольський працював з режисерами: Іваном Кавалерідзе, Сергієм Параджановим, Леонідом Биковим, Володимиром Довганем, Антоном Тимонішиним Євгеном Шерстобітовим, Юрієм Лисенком, Євгеном Матвєєвим, Василем Ілляшенком, Олександром Муратовим, Ролланом Сергієнком, Артуром Войтецьким, Радомиром Шарановичем (Югославія).
Під час зйомок фільму «Стара фортеця» 1973 року Ярмольський переніс другий інфаркт. Після реабілітації, попри рекомендації лікарів, повернувся до роботи — відповідав на Кіностудії імені Олександра Довженка за міжнародні зв'язки.
Помер 28 березня 2003 року у Києві. Похований на Совському цвинтарі.

## Пам'ять
У 2021 році Благодійний фонд Богдана Ступки за підтримки низки громадських організацій виступив з ініціативою встановлення меморіальної дошки Олексію Ярмольському у Києві на будинку № 3 по вулиці Станіславського (з вересня 2024 Богдана Ступки).

## Сім'я
- Мати — Елеонора Ярмольська (уроджена Корчинська, пол. Eleonora Korczyńska, римо-католичка), похована у Києві на Лук'янівському цвинтарі (пом.1958 р.)[4].

- Сестра — Олена Іванівна Ярмольська (1919—2006), відомий київський лікар терапевт.

- Дружина — Алла Іванівна Ярмольська (Киптенко), 1926—1992, піаністка. Похована у Києві на Байковому цвинтарі.
  - Дочка — Елеонора Павленко (Ярмольська) (нар.1948) — тележурналіст[11][12]

- -     - Онук — Максим Павленко (нар.1970) — журналіст, медіаменеджер, видавець[4].
    - Онук — Денис Павленко (нар.1980) — економіст, директор Центру оцінки соціальних та екологічних ризиків.[10]
- Дружина — Галина Архіпівна Ярмольська (Оксанич), 1919—2000. Похована у Києві на Совському цвинтарі.

## Нагороди
- Орден Вітчизняної війни II ступеня[13]
- Медаль За оборону Ленінграда
- Медаль «За оборону Москви»[10]
- Медаль «За перемогу над Німеччиною у Великій Вітчизняній війні 1941—1945 рр.»[10]
- Медаль «Ветеран праці»

## Фільмографія
Директор фільмів (продюсер)
- 1957 — «Якби каміння говорило...»
- 1958 — «Перший парубок»
- 1960 — «Летючий корабель»
- 1961 — «Повія»
- 1963 — «Три доби після безсмертя»
- 1964 — «Казка про Хлопчиша-Кибальчиша»
- 1965 — «Акваланги на дні»
- 1966 — «Їх знали тільки в обличчя»
- 1968 — «Білі хмари»[14]
- 1968 — «Маленький шкільний оркестр»
- 1969 — Поштовий роман
- 1970 — «Крутий горизонт»
- 1971 — «Де ви, лицарі?»
- 1973 — «Весілля» (виробництво СРСР-Югославія).

Заступник директора
- 1952 — Максимко
- 1954 — Андрієш
- 1955 — Матрос Чижик
- 1956 — Коли співають солов'ї

Адміністратор
- 1947 — Подвиг розвідника
- 1948 — Третій удар

Актор
- 1932 — Разом із батьками — Яць Поплюйко.